# Bażyny
Bażyny (niem. Basien, Baysen) – wieś w Polsce położona w województwie warmińsko-mazurskim, w powiecie lidzbarskim, w gminie Orneta.
Do 1954 roku siedziba gminy Bażyny. W latach 1954–1971 wieś należała i była siedzibą władz gromady Bażyny, po jej zniesieniu w gromadzie Orneta. W latach 1975–1998 miejscowość administracyjnie należała do województwa elbląskiego. Wieś znajduje się w historycznym regionie Warmia.

## Historia
Wieś lokowana w 1289 r. przez biskupa warmińskiego Henryka I. Fleminga, który nadał swojemu bratu Albertowi 110 włók na prawie chełmińskim, na pruskim polu Baysen i Naglandithin. Synowie Alberta Henryk i Albert założyli wieś. W 1307 wymieniony jest sołtys Wineco. Dwóch synów Alberta otrzymało także ziemię poza Warmią nadaną przez mistrza krajowego pruskiego Fryderyka (mistrz w latach 1317–1324) na terytorium państwa krzyżackiego w Leszczu.
Albert Fleming od nazwy wsi miał przybrać nazwisko von Baysen (później powstało nazwisko Bażyński). (Podobnie w Łężanach Merkelingerode od nazwy wsi przybrał nazwisko von Lossainen, później Luzjański).
W XV w. właścicielem wsi był Jan Bażyński, który przekazał część wsi kapitule warmińskiej. Z Bażyn pochodził Tomasz Bażyński warmiński wójt krajowy. Po Bażyńskich w pierwszych latach XVII w. właścicielem wsi został Jakub Bartsch, który w 1611 odnowił miejscowy kościół. Poświadcza to kamienna tablica inskrypcyjna z jego herbem (z wiewiórką), która znajduje się na zewnętrznej, południowej ścianie świątyni. Po Bartschach właścicielami wsi byli Wastowscy i Ratkowie. W XVIII w. majątek ziemski w Bażynach razem z folwarkami miał powierzchnię ok. 2000 ha. W roku 1818 poprzez małżeństwo Bażyny przeszły w ręce rodziny von Woisky. Ostatnia przedstawicielka tego rodu w 1939 wyszła za barona Marquarda von Printz. Majątek miał wówczas powierzchnię 425 ha.
Obecna nazwa została administracyjnie zatwierdzona 12 listopada 1946. W latach 1948–1972 Bażyny były siedzibą gromady.
We wsi była stacja kolejowa Bażyny.

## Zabytki
Do wojewódzkiego rejestru zabytków wpisane są obiekty:
- Kościół parafialny pw. św. Mikołaja i św. Rocha z pierwszej połowy XIV w., ponownie konsekrowany w 1517. Kościół był odnawiany w 1611, a w 1845 rozebrano kościelną wieżę. W roku 1866 wybudowano obecny szczyt wschodni, a od zachodu dobudowano przedsionek w miejsce rozebranej wieży. W 1937 r. nad przedsionkiem nadbudowano drewnianą wieżę. Kościół salowy, nakryty wewnątrz stropem belkowym. Zakrystia od wschodu ze stropem kolebkowym. Ołtarz główny pochodzi z 1745, ołtarze boczne z 1780 Wystrój wnętrza z XVII-XVIII w. Na wyposażeniu średniowieczna chrzcielnica i dzwon z połowy XV w.
- Zespół pałacowy, XVIII-XIX
  - pałac powstał na miejscu średniowiecznej budowli, z której posiada fragmenty murów.Pałac wybudowany w XVII w. przebudowano w 1763 na rzucie prostokąta, dwukondygnacyjny, przykryty dachem naczółkowym. W elewacji frontowej długa wystawka w połaci dachowej. Od frontu znajdował się pierwotnie duży taras, obecnie ganek. Zachował się także gospodarczy budynek szachulcowy.
  - park

inne:
- Kapliczka z XIX w.

## Demografia
Mieszkańcy: w roku 1818 – 561 osób, w 1885 – 1230, w 1933 – 1048, w 1939 – 973, w 1999 – 348.
We wsi jest przystanek PKS i 1 sklep.

## Ciekawostki
Rodzina Flemingów pisała się potem de Basien, von Baysen lub von Baysin. Wyszedł z niej Jan Bażeński. We dworze były dwa stare portrety, przedstawiające go jako zwycięzcę Maurów. To faktyczne zwycięstwo w czasie jego pobytu w Portugalii (1419–1422) przyczyniło się do rozszerzenia herbu rodzinnego o murzyna, którego przywiódł ze sobą na Warmię. Rodzina Bażeńskich jest do dziś istniejącym rodem i do 1941 osiadła była na Litwie w starej rodzinnej posiadłości Burbiszki.